# Бузульник сизый
Бузульник сизый (лат. Ligularia glauca), или живулька — многолетнее лекарственное растение из рода Бузульник семейства Астровые, или Сложноцветные.

## Распространение
Распространён в Сибири в редких смешанных и лиственных лесах, в том числе и в березняках, а также на опушках лесов, на разнотравных и остепнённых лесных лугах.
Ареал — Средняя Сибирь: Республика Хакасия и Красноярский край; Западная Сибирь: Алтайский край, Республика Алтай, Новосибирская, Томская и Кемеровская области.

## Ботаническое описание
Корневище укороченное. Стебли красноватые, имеют высоту от полуметра до полутора метров. Стеблевые листья продолговатые, сидячие, направленные вверх. Прикорневые листья — на длинных черешках. Корзинки собраны в кистевидное соцветие. Язычковые цветки (по краям корзинок) — с продолговатыми ярко-жёлтыми языками длиной до 15 мм и шириной до 7 мм; трубчатые цветки (в середине корзинок) — с колокольчатой расширенной верхней частью. Цветёт в июне-июле.

## Значение и применение
В народной медицине применяется как лекарственное средство. Является ранозаживляющим и противовоспалительным средством, а также применяется при заболеваниях нервной системы.
Отлично поедается алтайским маралом (Cervus elaphus sibiricus).